# Marquesado de Santa Lucía de Conchán
El marquesado de Santa Lucía de Conchán es un título nobiliario español de carácter hereditario concedido por Carlos II de España el 12 de junio de 1683 a Francisco de la Cueva y Guzmán, maestre de campo y general del Tercio de Infantería Española y Milicias de Lima, y caballero de la Orden de Calatrava. El monarca le concedió previamente un vizcondado bajo la misma denominación.
Descendiente del primer duque de Alburquerque, el primer marqués era miembro de una rama de la casa de la Cueva (la de los señores de la Canaleja) establecida en el Perú en 1620. Su línea desapareció en 1774, por lo que el título pasó a los descendientes de uno de sus hermanos quienes ostentaron el título en Perú hasta su Independencia y luego en España. 
La casa de la Cueva se extinguió con la muerte sin descendientes del noveno marqués de Santa Lucía en 1952. El título fue rehabilitado posteriormente por otras familias.

## Marqueses de Santa Lucía de Conchán
- I marqués: Francisco de la Cueva Sandoval y Guzmán (Lima, 1626-), maestre de campo, general del Tercio de Infantería Española de Lima y alcalde ordinario de la misma ciudad.

1. Casó en Lima con Leonor Isabel de Cárdenas Mendoza y de los Ríos Berris. Le sucedió su nieta:

- II marquesa: Constanza Toribia de la Cueva Mendoza Urdánegui y Luján (Lima, ¿-1774).

1. Casó con Diego de Carvajal-Vargas y Hurtado de Chávez, II conde de Castillejo y correo mayor de las Indias. Por renuncia de 1732, le sucedió su hermana, y luego de la muerte de esta, el título revirtió a ella, sucediéndole a su propia muerte un sobrino bisnieto del primer titular.

- III marquesa: Leonor de la Cueva y Urdánegui (Lima, ¿-1763).

1. Casó con Luis Carrillo de Córdoba y Agüero, teniente general de Artillería y alcalde de Lima. Le sucedió su hermana.

- IV marqués: Nuño Apolinar de la Cueva Caballero y Ponce de León, X señor de Canaleja (Lima, 1727-Arequipa, 1770), cadete del regimiento de Guardias Españolas de Fernando VI y corregidor de Quito.

1. Casó en Cádiz en 1751 con Gertrudis de Alcedo y Herrera, hija de los marqueses de Villaformada. Le sucedió su hijo:

- V marqués: Antonio Marcelo de la Cueva y Alcedo, XI señor de Canaleja (Cádiz, 1758-Cuzco, 1821), capitán del Ejército en el Alto Perú y subdelegado de la Provincia de Cotabambas.

1. Casó con Nicolasa Vásquez de Velasco y Ontañón, hija de los condes de Las Lagunas y descendiente de Huayna Capac. Le sucedió su hermano:

- VI marqués: José María de la Cueva y Alcedo, XII señor de Canaleja (Cádiz, 1760-Jerez de la Frontera, 1823).

1. Casó con Antonia de Torres y Araujo, hija de los marqueses de Angulo.

- VII marqués: Nuño Eulalio de la Cueva y Alcedo, XIII señor de Canaleja (Quito, 1772-Jerez de la Frontera, 1825), teniente de navío de la Real Armada.

1. Casó en Jerez en 1805 con Margarita Clara Velásquez Gaztelú y López de Padilla, hija de los marqueses de Campo Ameno. Le sucedió su hijo:

- VIII marqués: Rafael de la Cueva y Velázquez-Gaztelú, XIV señor de Canaleja (Isla de León, 1809-Jerez, 1885).

1. Casó en 1846 con María de la Mercedes Muñoz y Fernández. Le sucedió su nieto:

- IX marqués: Francisco de la Cueva y Pérez, VI marqués de Villaformada y XV señor de Canaleja (Medina Sidonia, 1878-1952).

Rehabilitado en 1918 por
- Agustín Fernández de Peñaranda y Angulo
- Rafael Fernández de Bobadilla y Mantilla de los Ríos
- Ricardo Fernández de Bobadilla y Álvarez de Espejo, actual titular.